# مدار دائري

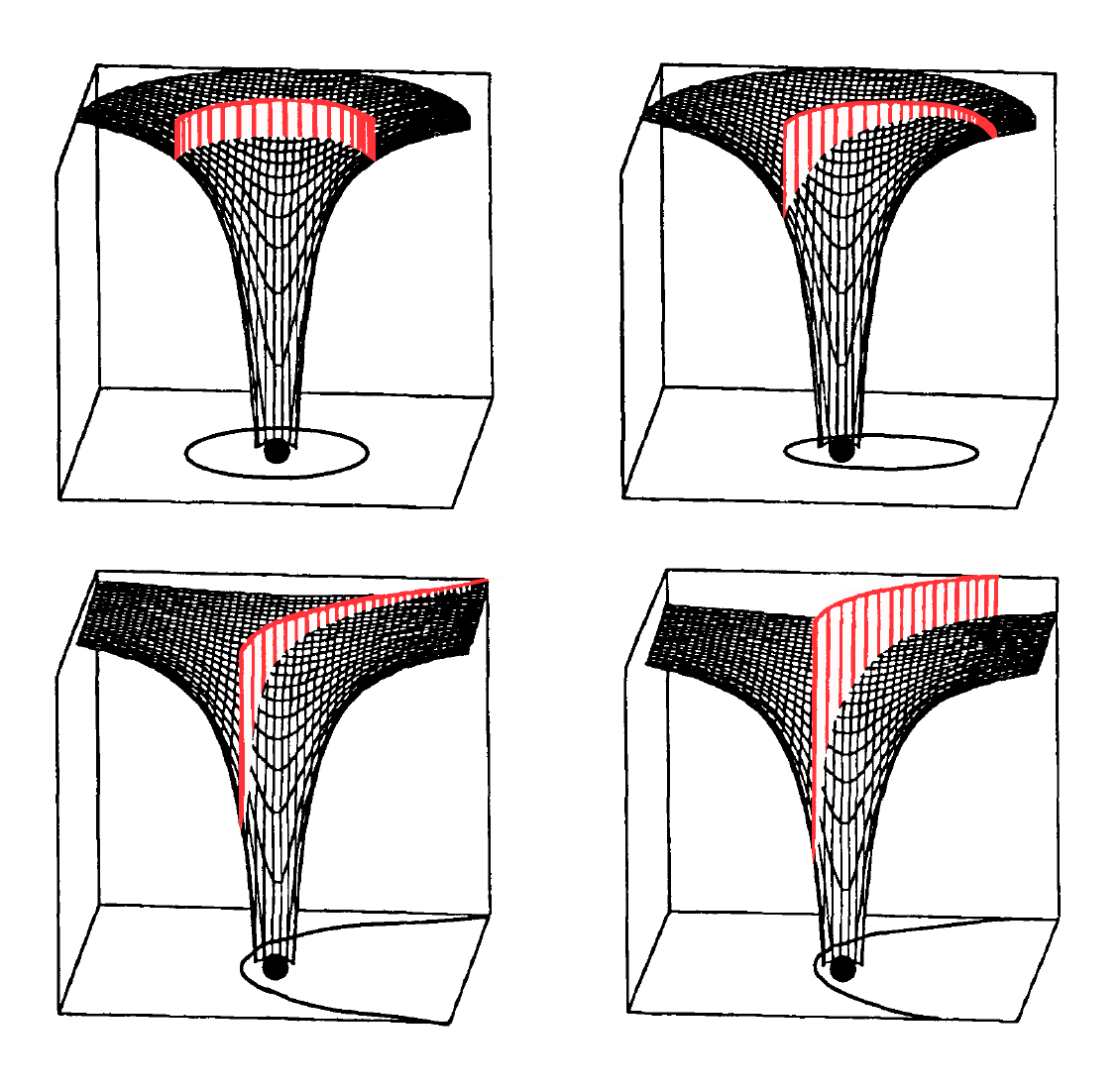

المدار الدائري هو مدار على مسافة ثابتة حول أي نقطة من دوران الجسم.

## التسارع
يمكن قياس التسارع عن طريق هذا القانون:
{\displaystyle \mathbf {a} =-{\frac {v^{2}}{r}}{\frac {\mathbf {r} }{r}}=-\omega ^{2}\mathbf {r} }
حيث:
- {\displaystyle v\,} السرعة المدارية.
- {\displaystyle r\,} نصف قطر الدائرة.
- {\displaystyle \omega \ } السرعة الزاوية

## السرعة
يمكن قياس السرعة النسبية من خلال القانون:
{\displaystyle v={\sqrt {G(M\!+\!m) \over {r}}}={\sqrt {\mu  \over {r}}}}
- G ثابت الجاذبية
- M وm الكتل.

## معادلة الحركة
{\displaystyle r={{h^{2}} \over {\mu }}}

## السرعة الزاوية والزمن المداري
{\displaystyle \omega ^{2}r^{3}=\mu }
{\displaystyle T=2\pi {\sqrt {r^{3} \over {\mu }}}}